# Hivernacles d'Almeria

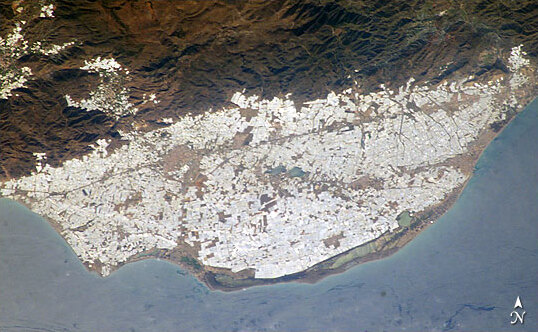
Els hivernacles d'Almeria vistos des d'un satèl·lit

La comarca del Poniente, on es troben els hivernacles, també és la més meridional d'Almeria

Els hivernacles d'Almeria estan situats a la comarca administrativa del Ponent d'Almeria i concretament en les comarques naturals del Campo de Níjar i el Campo de Dalías. Ocupen una superfície d'unes 26.300 hectàrees (260 km²) i suposen més de la meitat de la superfície ocupada per hivernacles a Espanya.
A Andalusia els hivernacles estan localitzats a les províncies de Granada i d'Almeria. L'any 2010 eren en total 43.000 hectàrees (aproximadament el 10% de la superfície mundial d'hivernacles) 
El total d'hivernacles d'Andalusia facturava el 2010 més de 2.500 milions d'euros i produeix 2, milions de productes. Dona 110.000 locs de treball.
Van ser creats a partir de la dècada de 1960 i van suposar un gran desenvolupament econòmic en una zona molt deprimida econòmicament, com a contrapartida han suposat un progressiu problema mediambiental per l'explotació excessiva dels recursos hídrics i la creació de residus de tota classe.

## El medi físic
La comarca del Ponent d'Almeria (Poniente almeriense) ocupa una superfície de 960 km² i té uns 220.000 habitants. El seu clima és termomediterrani (uns 18 °C de temperatura mitjana anual) i semiàrid amb uns 213 litres de pluviometria anual amb el màxim a l'hivern. El mes més fred és gener amb un 12 °C de temperatura mitjana. El mes de juliol presenta una temperatura mitjana d'uns 24 °C. L'efecte hivernacle sense calefacció addicional aconsegueix augmentar la temperatura mitjana uns 2 °C més. Sovint aquesta zona està afectada per vents secs i calents
Els sòls presenten una certa salinitat i per a contrarestar-la es va adoptar el sistema d'enarenado posant sorra a la part de dalt i fems i terra argilenca fèrtil (anomenada de cañada) a la de baix.
Aquesta zona té unes 3.000 hores de sol l'any. Disposa d'una meteorologia de la tardor i l'hivern relativament estable.
En el municipi d'El Ejido, és on es concentra el 35% dels hivernacles seguit per Vícar (11,5%) i La Mojonera (7%). A la província de Granada, el municipi que concentra més negoci vinculat al subsector econòmic dels hivernacles és Motril, que aglutina el 5,5% d'aquesta activitat.

## Productes obtinguts
En ordre de major a menor producció:Pebrots (més de 1.000 ha), tomàquets, carbassó, albergínia, cogombre, meló, síndria i mongeta tendra.

## Els hivernacles

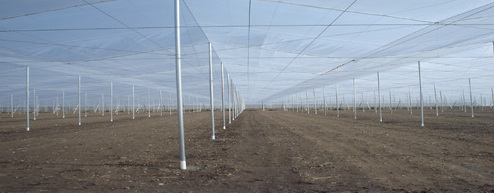
Hivernacle del tipus "parral" evolucionat amb el pilons metàl·lics

En un principi l'hivernacle que es feia servir era del tipus "parral" (nom derivat de la readaptació dels antics conreus de parres de vinya) pla, amb la coberta de plàstic, pilons de fusta d'1,8 m d'alt i doble capa de filferro a la part de dalt. Era molt senzill, molt econòmic però relativament poc eficient. Aquest tipus s'ha anat substituint per altres tipus més tecnificats amb plàstics rígids. El reg és pràcticament sempre pel sistema de reg gota a gota. Alguns hivernacles disposen de calefacció normalment cremant gasoil i aquesta calefacció s'utilitza en períodes puntuals de temperatures per sota de les habituals i evita que la temperatura dins l'hivernacle davalli per sota dels 8-10 °C.
El sistema del enarenado s'ha substituït en part pels substrats de cultiu com la llana de roca i la fibra de coco entre d'altres.